# World Tag Team Championship (WWE, 2024-presente)
El World Tag Team Championship (Campeonato Mundial de Parejas, en español) es un campeonato de lucha libre profesional creado y utilizado por la compañía estadounidense WWE en su marca Raw. El campeonato se creó el 20 de octubre de 2002 por Stephanie McMahon para ser defendido en la marca SmackDown, realizándose un torneo para definir a los primeros campeones, el cual fue ganado por Kurt Angle & Chris Benoit. Los campeones actuales son The Judgment Day (Finn Bálor & JD McDonagh), quienes se encuentran en su segundo reinado en conjunto.
Es uno de los cuatro campeonatos en actividad exclusivo para parejas dentro de la compañía, junto con el SmackDown Tag Team Championship, el WWE Women's Tag Team Championship y el NXT Tag Team Championship. Es, además, el segundo más longevo para la categoría que haya tenido la WWE en toda su historia, tras el World Tag Team Championship. Los combates por el campeonato suelen ser regulares tanto en los shows semanales como en los eventos pago por visión (PPV). 
Tras su establecimiento en 2002, fue clasificado como un campeonato exclusivo para parejas, coexistiendo con el Campeonato Mundial en Parejas hasta la unificación entre ambos en 2010. Sin embargo, existen excepciones donde más de dos luchadores pueden ser considerados campeones al mismo tiempo — y defender los campeonatos — bajo la denominada Freebird Rule, como es el caso de los reinados de The New Day.
El Campeonato en Parejas de la WWE accede a su portador a ser un potencial Campeón Triple Corona y Campeón Grand Slam.

## Historia
Este campeonato fue creado por Stephanie McMahon luego que el Campeonato Mundial en Parejas de la WWF se convirtiera en un título exclusivo de la marca RAW. Así, se organizó un torneo para designar a los nuevos campeones, quienes fueron Kurt Angle & Chris Benoit al derrotar a Edge & Rey Mysterio. El 17 de octubre de 2007 se anunció un acuerdo entre SmackDown! y la ECW para intercambiarse luchadores, por lo que los luchadores de la ECW John Morrison & The Miz consiguieron el título el 16 de noviembre de 2007. El 5 de abril de 2009 los Campeones en Parejas The Colóns y los Campeones Mundiales en Pareja Morrison & The Miz se enfrentaron en WrestleMania XXV en una lucha donde el ganador unificaría ambos títulos, ganando The Colóns la pelea, unificando los dos campeonatos en el Campeonato Unificado en Parejas de la WWE. Sin embargo, hasta agosto de 2010, ambos cinturones siguieron vigentes, manteniéndose separadas sus listas de campeones. En agosto, Bret Hart le dio a los campeones The Hart Dynasty un nuevo diseño de cinturones, renombrándolos Campeonatos de Parejas de la WWE de nuevo. Poco después, el Campeonato Mundial de Parejas fue retirado, dejando este como vigente.

### Torneo por el título
Se realizó un torneo para definir a los inaugurales Campeones en Parejas de la WWE. La final del torneo concluyó el 20 de octubre de 2002 en el evento No Mercy, desde el Alltel Arena en North Little Rock, Arkansas.

### Cambio de marca
En 2020 debido al WWE Draft el WWE SmackDown Tag Team Championship se convirtió en el primer título en ser traspasado a una marca contraria a su nombre pasado a Raw siendo un título con nombre de SmackDown siendo seguidos por el WWE Raw Tag Team Championship los cuales intercambiaron marcas y campeones.

### Undisputed WWE Tag Team Championship (2022-2024)
En SmackDown, los campeones en Parejas de SmackDown, The Usos, derrotaron a los campeones en Parejas de Raw, RK-Bro (Randy Orton & Riddle), para ganar los títulos de estos últimos y ser reconocido como los Campeones Indiscutibles en Parejas de WWE. En su calidad de campeones indiscutibles, a The Usos se les permitió aparecer en ambas marcas hasta WrestleMania 39, donde perdieron los títulos ante Kevin Owens & Sami Zayn. A pesar del resultado del Draft 2023 en donde Kevin Owens & Sami Zayn fueron reclutados a Raw, se les permiten aparecer en ambas marcas y ambos campeonatos bajo el estandarte del Campeonato Indiscutible en Parejas de WWE siguen manteniendo sus linajes individuales, en cambio The Usos como resultado del Draft 2023 en donde fueron reclutados a SmackDown.
Desde la ostentación unificada en mayo de 2022 hasta la desubicación en abril de 2024, WWE no cambió el diseño de los cinturones, como lo hizo con el Campeonato Universal Indiscutible de WWE, en junio de 2023.
En la primera noche de WrestleMania XL, el 6 de marzo de 2024, el campeonato volvió a separarse, ya que The Awesome Truth (The Miz & R-Truth) y A-Town Down Under (Austin Theory & Grayson Waller) descolgaron los cinturones por equipos de Raw y de SmackDown, respectivamente, en una Ladder match. El 15 de abril en Raw fue presentado el nuevo diseño de los cinturones y el título fue renombrado como Campeonato Mundial de Parejas de WWE.

## Campeones
El Campeonato en Parejas de Raw es un título por equipos creado por la World Wrestling Entertainment en 2002. Los campeones inaugurales fueron Kurt Angle & Chris Benoit, quienes ganaron un torneo con final en No Mercy 2002, y desde entonces ha habido 72 distintos equipos y 103 luchadores campeones oficiales, repartidos en 97 reinados en total.
El reinado más largo en la historia del título le pertenece a The New Day (Big E, Kofi Kingston & Xavier Woods), quienes mantuvieron el campeonato por 483 días, bajo la Freebird Rule. Por otro lado, un equipo ha tenido un reinado de menos de un día: John Cena & The Miz, solo 9 minutos en 2011. Aquel reinado es el más corto en la historia del campeonato. En cuanto a los días en total como campeones (un acumulado entre la suma de todos los días de los reinados individuales de cada luchador), The New Day también posee el primer lugar, con 627 días como campeones entre sus cuatro reinados. Le sigue The Usos — Jey & Jimmy — (573 días en sus 3 reinados), Paul London & Brian Kendrick (331 días en su único reinado), MNM — Joey Mercury & Johnny Nitro — (291 días en sus 3 reinados) y The Colóns — Carlito & Primo — (280 días en su único reinado). En cuanto a los días en total como campeones, de manera individual, Kofi Kingston posee el primer lugar con 912 días entre sus seis reinados como campeón. Le siguen Xavier Woods (627 días en sus cuatro reinados), Jey Uso (582 días en sus cuatro reinados), Jimmy Uso (573 días en sus tres reinados) y John Morrison — antes Johnny Nitro — (541 días en sus cuatro reinados).
El campeón más joven en la historia es Nicholas, quien a los 10 años derrotó junto a Braun Strowman a Cesaro & Sheamus. En contraparte, el campeón más viejo es R-Truth, quien a los 52 años y 78 días derrotó junto a The Miz a The Judgment Day (Damian Priest & Finn Bálor), #DIY (Tommaso Ciampa & Johnny Gargano), The New Day (Kofi Kingston & Xavier Woods), New Catch Republic (Pete Dunne & Tyler Bate) y A-Town Down Under (Grayson Waller & Austin Theory) en WrestleMania XL, como parte de The Awesome Truth. En cuanto al peso de los campeones, The Big Show & Kane son los más pesados con 367 kilogramos combinados, mientras que Paul London & Brian Kendrick son los más livianos con 166 kilogramos combinados.
Por último, The New Day es el equipo con más reinados, con cinco. Individualmente, Kofi Kingston es el luchador con más reinados, con siete; le sigue Seth Rollins con seis.

### Campeones actuales
Los campeones actuales es The Judgment Day (Finn Bálor & JD McDonagh), quienes se encuentran en su segundo reinado en conjunto. Bálor & McDonagh ganron los títulos tras derrotar a los excampeones The New Day (Kofi Kingston & Xavier Woods) el 30 de junio de 2025 en Raw.
The Judgment Day registra hasta el 19 de agosto de 2025 las siguientes defensas televisadas:
1. vs. Latino World Order (Cruz del Toro & Joaquin Wilde) (28 de julio de 2025, Raw)

### Lista de campeones
| N.º                         | Campeones                                                               | Lucha                    | Lucha                         | Lucha                            | Estadísticas | Estadísticas | Estadísticas      | Notas y referencias |
| N.º                         | Campeones                                                               | Fecha                    | Evento                        | Ubicación                        | Reinado      | Días         | Días rec. por WWE | Notas y referencias |
| --------------------------- | ----------------------------------------------------------------------- | ------------------------ | ----------------------------- | -------------------------------- | ------------ | ------------ | ----------------- | --- |
| WWE Ruthless Aggression Era |                                                                         |                          |                               |                                  |              |              |                   | |
| WWE SmackDown               |                                                                         |                          |                               |                                  |              |              |                   | |
| 1                           | Kurt Angle (1) & Chris Benoit (1)                                       | 20 de octubre de 2002    | No Mercy                      | Little Rock, Arkansas            | 1            | 16           | 17                | Derrotaron a Edge & Rey Mysterio en la final de un torneo. |
| 2                           | Edge (1) & Rey Mysterio (1)                                             | 5 de noviembre de 2002   | SmackDown!                    | Mánchester, Nuevo Hampshire      | 1            | 12           | 9                 | Fue un 2-out-of-3 Falls match. Emitido el 7 de noviembre. |
| 3                           | Los Guerreros (Eddie (1) & Chavo Guerrero (1))                          | 17 de noviembre de 2002  | Survivor Series               | Nueva York, Nueva York           | 1            | 79           | 80                | Derrotaron a Edge & Rey Mysterio y Kurt Angle & Chris Benoit. |
| 4                           | Team Angle (Shelton Benjamin (1) & Charlie Haas (1))                    | 4 de febrero de 2003     | SmackDown!                    | Filadelfia, Pensilvania          | 1            | 103          | 100               | Emitido el 6 de febrero. |
| 5                           | Eddie Guerrero (2) & Tajiri (1)                                         | 18 de mayo de 2003       | Judgment Day                  | Charlotte, Carolina del Norte    | 1            | 44           | 45                | Fue un Ladder match. Tajiri sustituyó a Chavo Guerrero, quien se había lesionado días antes del evento. |
| 6                           | The World's Greatest Tag Team (Shelton Benjamin (2) & Charlie Haas (2)) | 1 de julio de 2003       | SmackDown!                    | Rochester, Nueva York            | 2            | 77           | 76                | Antes Team Angle. Emitido el 3 de julio. |
| 7                           | Los Guerreros (Eddie Guerrero (3) & Chavo Guerrero (2))                 | 16 de septiembre de 2003 | SmackDown!                    | Raleigh, Carolina del Norte      | 2            | 35           | 34                | Emitido el 18 de septiembre. |
| 8                           | The Basham Brothers (Doug Basham (1) & Danny Basham (1))                | 21 de octubre de 2003    | SmackDown!                    | Albany, Nueva York               | 1            | 105          | 104               | Emitido el 23 de octubre. |
| 9                           | Rikishi (1) & Scotty 2 Hotty (1)                                        | 3 de febrero de 2004     | SmackDown!                    | Cleveland, Ohio                  | 1            | 77           | 76                | Emitido el 5 de febrero. |
| 10                          | Charlie Haas (3) & Rico (1)                                             | 20 de abril de 2004      | SmackDown!                    | Kelowna, Columbia Británica      | 1            | 56           | 55                | Emitido el 22 de abril. |
| 11                          | The Dudley Boyz (Bubba Ray Dudley (1) & D-Von Dudley (1))               | 15 de junio de 2004      | SmackDown!                    | Rosemont, Illinois               | 1            | 21           | 20                | Emitido el 17 de junio. |
| 12                          | Billy Kidman (1) & Paul London (1)                                      | 6 de julio de 2004       | SmackDown!                    | Winnipeg, Manitoba               | 1            | 63           | 62                | Emitido el 9 de julio. |
| 13                          | Kenzo Suzuki (1) & René Duprée (1)                                      | 7 de septiembre de 2004  | SmackDown!                    | Tulsa, Oklahoma                  | 1            | 91           | 90                | Emitido el 9 de septiembre. |
| 14                          | Rob Van Dam (1) & Rey Mysterio (2)                                      | 7 de diciembre de 2004   | SmackDown!                    | Greenville, Carolina del Sur     | 1            | 35           | 34                | Emitido el 9 de diciembre. |
| 15                          | The Basham Brothers (Doug Basham (2) & Danny Basham (2))                | 11 de enero de 2005      | SmackDown!                    | Tampa, Florida                   | 2            | 40           | 37                | Derrotaron a RVD & Rey Mysterio, Eddie Guerrero & Booker T, Mark Jindrak & Luther Reigns. |
| 16                          | Eddie Guerrero (4) & Rey Mysterio (3)                                   | 20 de febrero de 2005    | No Way Out                    | Pittsburgh, Pensilvania          | 1            | 57           | 59                | [ 20 ] |
| 17                          | MNM (Joey Mercury (1) & Johnny Nitro (1))                               | 19 de abril de 2005      | SmackDown!                    | Nueva York, Nueva York           | 1            | 97           | 94                | Emitido el 21 de abril. |
| 18                          | The Legion of Doom (Heidenreich (1) & Road Warrior Animal (1))          | 24 de julio de 2005      | The Great American Bash       | Búfalo, Nueva York               | 1            | 93           | 94                | [ 22 ] |
| 19                          | MNM (Joey Mercury (2) & Johnny Nitro (2))                               | 25 de octubre de 2005    | SmackDown!                    | Daly City, California            | 2            | 49           | 48                | Derrotaron a The Legion of Doom, The Mexicools (Super Crazy & Psicosis) y William Regal & Paul Burchill. |
| 20                          | Batista (1) & Rey Mysterio (4)                                          | 13 de diciembre de 2005  | SmackDown!                    | Springfield, Massachusetts       | 1            | 14           | 13                | Emitido el 16 de diciembre. |
| 21                          | MNM (Joey Mercury (3) & Johnny Nitro (3))                               | 27 de diciembre de 2005  | SmackDown!                    | Uncasville, Connecticut          | 3            | 145          | 141               | Emitido el 29 de diciembre. |
| 22                          | Paul London (2) & Brian Kendrick (1)                                    | 21 de mayo de 2006       | Judgment Day                  | Phoenix, Arizona                 | 1            | 331          | 333               | [ 26 ] |
| 23                          | Deuce 'N Domino (Deuce (1) & Domino (1))                                | 17 de abril de 2007      | SmackDown!'s 400th Episode    | Milán, Italia                    | 1            | 133          | 132               | Emitido el 19 de abril. |
| 24                          | MVP (1) & Matt Hardy (1)                                                | 28 de agosto de 2007     | SmackDown!                    | Albany, Nueva York               | 1            | 77           | 76                | Emitido el 30 de agosto. |
| 25                          | John Morrison (4) & The Miz (1)                                         | 13 de noviembre de 2007  | SmackDown!                    | Wichita, Kansas                  | 1            | 250          | 246               | Emitido el 15 de noviembre. |
| 26                          | Curt Hawkins (1) & Zack Ryder (1)                                       | 20 de julio de 2008      | The Great American Bash       | Uniondale, Nueva York            | 1            | 63           | 67                | Derrotaron a John Morrison & The Miz, Jesse & Festus y Finlay & Hornswoggle. |
| 27                          | The Colóns (Carlito (1) & Primo (1))                                    | 21 de septiembre de 2008 | SmackDown!                    | Columbus, Ohio                   | 1            | 280          | 274               | En WrestleMania XXV derrotaron a los Campeones Mundiales en Parejas John Morrison & The Miz, unificando dichos títulos con sus Campeonatos en Parejas de la WWE, renombrándose Unified WWE Tag Team Championship. Desde entonces, los campeones portaban los cuatro títulos simultáneamente.                            |
| WWE (sin marca definida)    |                                                                         |                          |                               |                                  |              |              |                   | |
| 28                          | Edge (2) & Chris Jericho (1)                                            | 28 de junio de 2009      | The Bash                      | Sacramento, California           | 1            | 28           | 27                | Derrotaron a The Colons y Priceless (Cody Rhodes & Ted DiBiase). |
| 29                          | Jeri-Show (Chris Jericho (2) & The Big Show (1))                        | 26 de julio de 2009      | Night of Champions            | Filadelfia, Pensilvania          | 1            | 140          | 139               | Edge sufrió una lesión durante su reinado con Jericho, este último escogió a Show como su sustituto quienes derrotaron a The Legacy (Cody Rhodes & Ted DiBiase) para validarse como nuevos campeones. |
| 30                          | D-Generation X (Shawn Michaels (1) & Triple H (1))                      | 13 de diciembre de 2009  | TLC: Tables, Ladders & Chairs | San Antonio, Texas               | 1            | 57           | 56                | Fue un TLC match. |
| 31                          | ShoMiz (The Big Show (2) & The Miz (2))                                 | 8 de febrero de 2010     | RAW                           | Lafayette, Luisiana              | 1            | 77           | 76                | Derrotaron a D-Generation X y The Straight Edge Society (CM Punk & Luke Gallows). |
| 32                          | The Hart Dynasty (David Hart Smith (1) & Tyson Kidd (1))                | 26 de abril de 2010      | Draft                         | Richmond, Virginia               | 1            | 146          | 145               | El 16 de agosto se desactivó el Campeonato Mundial en Parejas cambiando el diseño del título, pasando a llamarse de Unified WWE Tag Team Championship a solo WWE Tag Team Championship. |
| 33                          | Drew McIntyre (1) & Cody Rhodes (1)                                     | 19 de septiembre de 2010 | Night of Champions            | Rosemont, Illinois               | 1            | 35           | 34                | Derrotaron a The Hart Dynasty, The Usos, Santino Marella & Vladimir Kozlov y Evan Bourne & Mark Henry en un Tag Team Turmoil match. |
| 34                          | The Nexus (David Otunga (1) & John Cena (1))                            | 24 de octubre de 2010    | Bragging Rights               | Mineápolis, Minnesota            | 1            | 1            | 0                 | [ 38 ] |
| 35                          | The Nexus (Justin Gabriel (1) & Heath Slater (1))                       | 25 de octubre de 2010    | RAW                           | Green Bay, Wisconsin             | 1            | 42           | 41                | Otunga se dejó ganar por orden de Wade Barrett. |
| 36                          | Santino Marella (1) & Vladimir Kozlov (1)                               | 6 de diciembre de 2010   | RAW                           | Louisville, Kentucky             | 1            | 76           | 75                | Derrotaron a The Nexus, The Usos y Mark Henry & Yoshi Tatsu. |
| 37                          | The Corre (Justin Gabriel (2) & Heath Slater (2))                       | 20 de febrero de 2011    | Elimination Chamber           | Oakland, California              | 2            | 1            | 0                 | Antes miembros de "The Nexus". |
| 38                          | The Miz (3) & John Cena (2)                                             | 21 de febrero de 2011    | RAW                           | Fresno, California               | 1            | 0            | 0                 | [ 42 ] |
| 39                          | The Corre (Justin Gabriel (3) & Heath Slater (3))                       | 21 de febrero de 2011    | RAW                           | Fresno, California               | 3            | 57           | 59                | [ 43 ] |
| 40                          | The Big Show (3) & Kane (1)                                             | 19 de abril de 2011      | SmackDown!                    | Londres, Inglaterra              | 1            | 34           | 30                | Emitido el 21 de abril. |
| 41                          | The New Nexus (David Otunga (2) & Michael McGillicutty (1))             | 23 de mayo de 2011       | RAW                           | Portland, Oregón                 | 1            | 91           | 90                | Durante su reinado, The New Nexus se disolvió, pasando a luchar como pareja independiente. |
| 42                          | Air Boom (Kofi Kingston (1) & Evan Bourne (1))                          | 22 de agosto de 2011     | RAW                           | Edmonton, Alberta                | 1            | 146          | 145               | [ 46 ] |
| 43                          | Primo (2) & Epico (1)                                                   | 15 de enero de 2012      | House Show                    | Oakland, California              | 1            | 106          | 106               | [ 47 ] |
| 44                          | Kofi Kingston (2) & R-Truth (1)                                         | 30 de abril de 2012      | RAW SuperShow                 | Dayton, Ohio                     | 1            | 139          | 138               | [ 48 ] |
| 45                          | Team Hell No (Daniel Bryan (1) & Kane (2))                              | 16 de septiembre de 2012 | Night of Champions            | Boston, Massachusetts            | 1            | 245          | 245               | [ 49 ] |
| 46                          | The Shield (Seth Rollins (1) & Roman Reigns (1))                        | 19 de mayo de 2013       | Extreme Rules                 | San Luis, Misuri                 | 1            | 148          | 148               | Fue un Tornado Tag Team match. |
| 47                          | Cody Rhodes (2) & Goldust (1)                                           | 14 de octubre de 2013    | RAW                           | San Luis, Misuri                 | 1            | 104          | 103               | Fue un No Disqualification match. |
| 48                          | The New Age Outlaws (Billy Gunn (1) & Road Dogg (1))                    | 26 de enero de 2014      | Royal Rumble                  | Pittsburgh, Pensilvania          | 1            | 36           | 36                | [ 52 ] |
| 49                          | The Usos (Jey Uso (1) & Jimmy Uso (1))                                  | 3 de marzo de 2014       | RAW                           | Rosemont, Illinois               | 1            | 202          | 201               | [ 53 ] |
| 50                          | Gold (2) & Stardust (3)                                                 | 21 de septiembre de 2014 | Night of Champions            | Nashville, Tennessee             | 2            | 63           | 63                | Antes Cody Rhodes & Goldust. |
| 51                          | The Miz (4) & Damien Mizdow (1)                                         | 23 de noviembre de 2014  | Survivor Series               | San Luis, Misuri                 | 1            | 36           | 36                | Derrotaron a Gold & Stardust, The Usos y Los Matadores. |
| 52                          | The Usos (Jey Uso (2) & Jimmy Uso (2))                                  | 29 de diciembre de 2014  | RAW                           | Washington D. C., Estados Unidos | 2            | 55           | 55                | [ 56 ] |
| 53                          | Tyson Kidd (2) & Cesaro (1)                                             | 22 de febrero de 2015    | Fastlane                      | Memphis, Tennessee               | 1            | 63           | 62                | [ 57 ] |
| 54                          | The New Day (Kofi Kingston (3), Big E (1) & Xavier Woods (1))           | 26 de abril de 2015      | Extreme Rules                 | Rosemont, Illinois               | 1            | 49           | 49                | El campeonato fue ganado por Kingston y Big E, pero Woods también es reconocido campeón por la Freebird Rule. |
| 55                          | The Prime Time Players (Titus O'Neil (1) & Darren Young (1))            | 14 de junio de 2015      | Money in the Bank             | Columbus, Ohio                   | 1            | 70           | 69                | [ 59 ] |
| WWE Raw                     |                                                                         |                          |                               |                                  |              |              |                   | |
| 56                          | The New Day (Kofi Kingston (4), Big E (2) & Xavier Woods (2))           | 23 de agosto de 2015     | SummerSlam                    | Brooklyn, Nueva York             | 2            | 483          | 483               | Derrotaron a The Prime Time Players, Los Matadores y The Lucha Dragons. El 5 de septiembre de 2016, el título se renombró como Raw Tag Team Championship. |
| 57                          | The Bar (Cesaro (2) & Sheamus (1))                                      | 18 de diciembre de 2016  | Roadblock: End of the Line    | Pittsburgh, Pensilvania          | 1            | 42           | 41                | Derrotaron a Kingston & Big E. El 19 de diciembre de 2016, el título fue rediseñado. |
| 58                          | Luke Gallows (1) & Karl Anderson (1)                                    | 29 de enero de 2017      | Royal Rumble                  | San Antonio, Texas               | 1            | 63           | 63                | Fue un combate con dos árbitros. |
| 59                          | The Hardy Boyz (Matt (2) & Jeff (1))                                    | 2 de abril de 2017       | WrestleMania 33               | Orlando, Florida                 | 1            | 63           | 63                | Derrotaron a Gallows & Anderson, Enzo Amore & Big Cass, y Cesaro & Sheamus en un Ladder match, este también fue el regreso de los Hardy Boyz a WWE después de 8 años. |
| 60                          | The Bar (Cesaro (3) & Sheamus (2))                                      | 4 de junio de 2017       | Extreme Rules                 | Baltimore, Maryland              | 2            | 77           | 76                | Fue un Steel Cage match. |
| 61                          | The Shield (Seth Rollins (2) & Dean Ambrose (1))                        | 20 de agosto de 2017     | SummerSlam                    | Brooklyn, Nueva York             | 2            | 78           | 78                | El 9 de octubre de 2017 reformaron The Shield junto a Roman Reigns siendo reconocidos bajo dicho stable (Inicialmente ganaron los títulos como aliados). |
| 62                          | The Bar (Cesaro (4) & Sheamus (3))                                      | 6 de noviembre de 2017   | Raw                           | Mánchester, Inglaterra           | 3            | 49           | 49                | [ 67 ] |
| 63                          | Seth Rollins (3) & Jason Jordan (1)                                     | 25 de diciembre de 2017  | Raw                           | Rosemont, Illinois               | 1            | 34           | 33                | [ 68 ] |
| 64                          | The Bar (Cesaro (5) & Sheamus (4))                                      | 28 de enero de 2018      | Royal Rumble                  | Filadelfia, Pensilvania          | 4            | 70           | 70                | [ 69 ] |
| 65                          | Braun Strowman (1) & Nicholas (1)                                       | 8 de abril de 2018       | WrestleMania 34               | Nueva Orleans, Luisiana          | 1            | 1            | 0                 | Nicholas era un niño elegido de entre el público. Nicholas es el campeón más joven en la historia de WWE. |
| —                           | Vacante                                                                 | 9 de abril de 2018       | Raw                           | Nueva Orleans, Luisiana          | —            | —            | —                 | Strowman y Nicholas renunciaron voluntariamente a los títulos debido a que Nicholas era un niño que todavía está en la escuela. |
| 66                          | Matt Hardy (3) & Bray Wyatt (1)                                         | 27 de abril de 2018      | Greatest Royal Rumble         | Yeda, Arabia Saudita             | 1            | 79           | 79                | Derrotaron a Cesaro & Sheamus en la final de un torneo. |
| 67                          | The B-Team (Bo Dallas (1) & Curtis Axel (2))                            | 15 de julio de 2018      | Extreme Rules                 | Pittsburgh, Pensilvania          | 1            | 50           | 50                | Axel fue conocido anteriormente como Michael McGillicutty. |
| 68                          | Dolph Ziggler (1) & Drew McIntyre (2)                                   | 3 de septiembre de 2018  | Raw                           | Columbus, Ohio                   | 1            | 49           | 49                | [ 73 ] |
| 69                          | The Shield (Seth Rollins (4) & Dean Ambrose (2))                        | 22 de octubre de 2018    | Raw                           | Providence, Rhode Island         | 3            | 14           | 14                | Luego de ganar los títulos, Ambrose traicionó a Rollins, por lo que Rollins llevó ambos cinturones durante todo el reinado. |
| 70                          | AOP (Akam (1) & Rezar (1))                                              | 5 de noviembre de 2018   | Raw                           | Mánchester, Inglaterra           | 1            | 35           | 34                | Fue un 2-on-1 Handicap match, donde derrotaron a Seth Rollins. |
| 71                          | Bobby Roode (1) & Chad Gable (1)                                        | 10 de diciembre de 2018  | Raw                           | San Diego, California            | 1            | 63           | 63                | Fue un 3-on-2 Handicap match, donde derrotaron a AOP & Drake Maverick. |
| 72                          | The Revival (Dash Wilder (1) & Scott Dawson (1))                        | 11 de febrero de 2019    | Raw                           | Grand Rapids, Míchigan           | 1            | 55           | 54                | [ 77 ] |
| 73                          | Curt Hawkins (2) & Zack Ryder (2)                                       | 7 de abril de 2019       | WrestleMania 35               | East Rutherford, Nueva Jersey    | 2            | 64           | 64                | Este triunfo significó el fin de una racha de 269 derrotas consecutivas de Hawkins. |
| 74                          | The Revival (Dash Wilder (2) & Scott Dawson (2))                        | 10 de junio de 2019      | Raw                           | San José, California             | 2            | 49           | 48                | Derrotaron a Curt Hawkins & Zack Ryder y The Usos. |
| 75                          | The O.C. (Luke Gallows (2) & Karl Anderson (2))                         | 29 de julio de 2019      | Raw                           | Little Rock, Arkansas            | 2            | 21           | 21                | Derrotaron a The Revival y The Usos. |
| 76                          | Seth Rollins (5) & Braun Strowman (2)                                   | 19 de agosto de 2019     | Raw                           | Saint Paul, Minnesota            | 1            | 27           | 26                | [ 81 ] |
| 77                          | Dolph Ziggler (2) & Robert Roode (2)                                    | 15 de septiembre de 2019 | Clash of Champions            | Charlotte, Carolina del Norte    | 1            | 29           | 29                | [ 82 ] |
| 78                          | The Viking Raiders (Erik (1) & Ivar (1))                                | 14 de octubre de 2019    | Raw Draft                     | Denver, Colorado                 | 1            | 98           | 98                | [ 83 ] |
| 79                          | Seth Rollins (6) & Buddy Murphy (1)                                     | 20 de enero de 2020      | Raw                           | Wichita, Kansas                  | 1            | 42           | 41                | Durante su reinado, Buddy Murphy acortó su nombre a Murphy. |
| 80                          | The Street Profits (Angelo Dawkins (1) & Montez Ford (1))               | 2 de marzo de 2020       | Raw                           | Brooklyn, Nueva York             | 1            | 224          | 223               | [ 85 ] |
| 81                          | The New Day (Kofi Kingston (5) & Xavier Woods (3))                      | 12 de octubre de 2020    | Raw Draft                     | Orlando, Florida                 | 3            | 69           | 69                | Debido al Draft, The Street Profits y los Campeones en Parejas de SmackDown The New Day intercambiaron sus campeonatos en parejas ya que ambos equipos cambiaron de marca. |
| 82                          | The Hurt Business (Shelton Benjamin (3) & Cedric Alexander (1))         | 20 de diciembre de 2020  | TLC: Tables, Ladders & Chairs | San Petersburgo, Florida         | 1            | 85           | 84                | [ 87 ] |
| 83                          | The New Day (Kofi Kingston (6) & Xavier Woods (4))                      | 15 de marzo de 2021      | Raw                           | San Petersburgo, Florida         | 4            | 26           | 26                | [ 88 ] |
| 84                          | AJ Styles (1) & Omos (1)                                                | 10 de abril de 2021      | WrestleMania 37               | Tampa, Florida                   | 1            | 133          | 132               | [ 89 ] |
| 85                          | RK-Bro (Randy Orton (1) & Riddle (1))                                   | 21 de agosto de 2021     | SummerSlam                    | Paradise, Nevada                 | 1            | 142          | 142               | [ 90 ] |
| 86                          | Alpha Academy (Chad Gable (2) & Otis (1))                               | 10 de enero de 2022      | Raw                           | Filadelfia, Pensilvania          | 1            | 56           | 56                | [ 91 ] |
| 87                          | RK-Bro (Randy Orton (2) & Riddle (2))                                   | 7 de marzo de 2022       | Raw                           | Cleveland, Ohio                  | 2            | 74           | 74                | Derrotaron a Alpha Academy y Seth Rollins & Kevin Owens. |
| WWE Raw                     |                                                                         |                          |                               |                                  |              |              |                   | |
| WWE SmackDown               |                                                                         |                          |                               |                                  |              |              |                   | |
| 88                          | The Usos (Jey Uso (3) & Jimmy Uso (3))                                  | 20 de mayo de 2022       | SmackDown                     | Grand Rapids, Míchigan           | 3            | 316          | 316               | Fue un Winner Takes All match donde también estaba en juego los Campeonatos en Parejas de SmackDown de The Usos, unificando ambos títulos. Como resultado los campeonatos pasaron a llamarse Undisputed WWE Tag Team Championship.                                                                                      |
| 89                          | Kevin Owens (1) & Sami Zayn (1)                                         | 1 de abril de 2023       | WrestleMania 39               | Inglewood, California            | 1            | 154          | 153               | [ 94 ] |
| 90                          | The Judgment Day (Damian Priest (1) & Finn Bálor (1))                   | 2 de septiembre de 2023  | Payback                       | Pittsburgh, Pensilvania          | 1            | 35           | 35                | Fue un Steel City Street Fight match. |
| 91                          | Cody Rhodes (4) & Jey Uso (4)                                           | 7 de octubre de 2023     | Fastlane                      | Indianápolis, Indiana            | 1            | 9            | 9                 | [ 96 ] |
| 92                          | The Judgment Day (Damian Priest (2) & Finn Bálor (2))                   | 16 de octubre de 2023    | Raw                           | Oklahoma, Oklahoma               | 2            | 173          | 172               | [ 97 ] |
| WWE Raw                     |                                                                         |                          |                               |                                  |              |              |                   | |
| 93                          | The Awesome Truth (The Miz (5) & R-Truth (2))                           | 6 de abril de 2024       | WrestleMania XL               | Filadelfia, Pensilvania          | 1            | 79           | 79                | Derrotaron a #DIY, The Judgment Day, The New Day, A-Town Down Under y New Catch Republic en una Ladder match, donde Truth descolgó los títulos de Raw, desunificándolos oficialmente. El 15 de abril en Raw, se presentó el nuevo diseño de los cinturones y el campeonato pasó a llamarse World Tag Team Championship. |
| 94                          | The Judgment Day (Finn Bálor (3) & JD McDonagh (1))                     | 24 de junio de 2024      | Raw                           | Indianápolis, Indiana            | 3            | 175          | 175               | [ 99 ] |
| 95                          | The War Raiders (Erik (2) & Ivar (2))                                   | 16 de diciembre de 2024  | Raw                           | Boston, Massachusetts            | 2            | 124          | 123               | Antes The Viking Raiders. |
| 96                          | The New Day (Kofi Kingston (7) & Xavier Woods (5))                      | 19 de abril de 2025      | WrestleMania 41               | Las Vegas, Nevada                | 5            | 72           | 71                | [ 101 ] |
| 97                          | The Judgment Day (Finn Bálor (4) & JD McDonagh (2))                     | 30 de junio de 2025      | Raw                           | Pittsburgh, Pensilvania          | 4            | 50+          | 50+               | [ 102 ] |

### Total de días con el título
La siguiente lista muestra el total de días que un equipo o luchador ha poseído los campeonatos si se suman todos los reinados que poseen. Actualizado a la fecha del 19 de agosto de 2025.

#### Por equipos

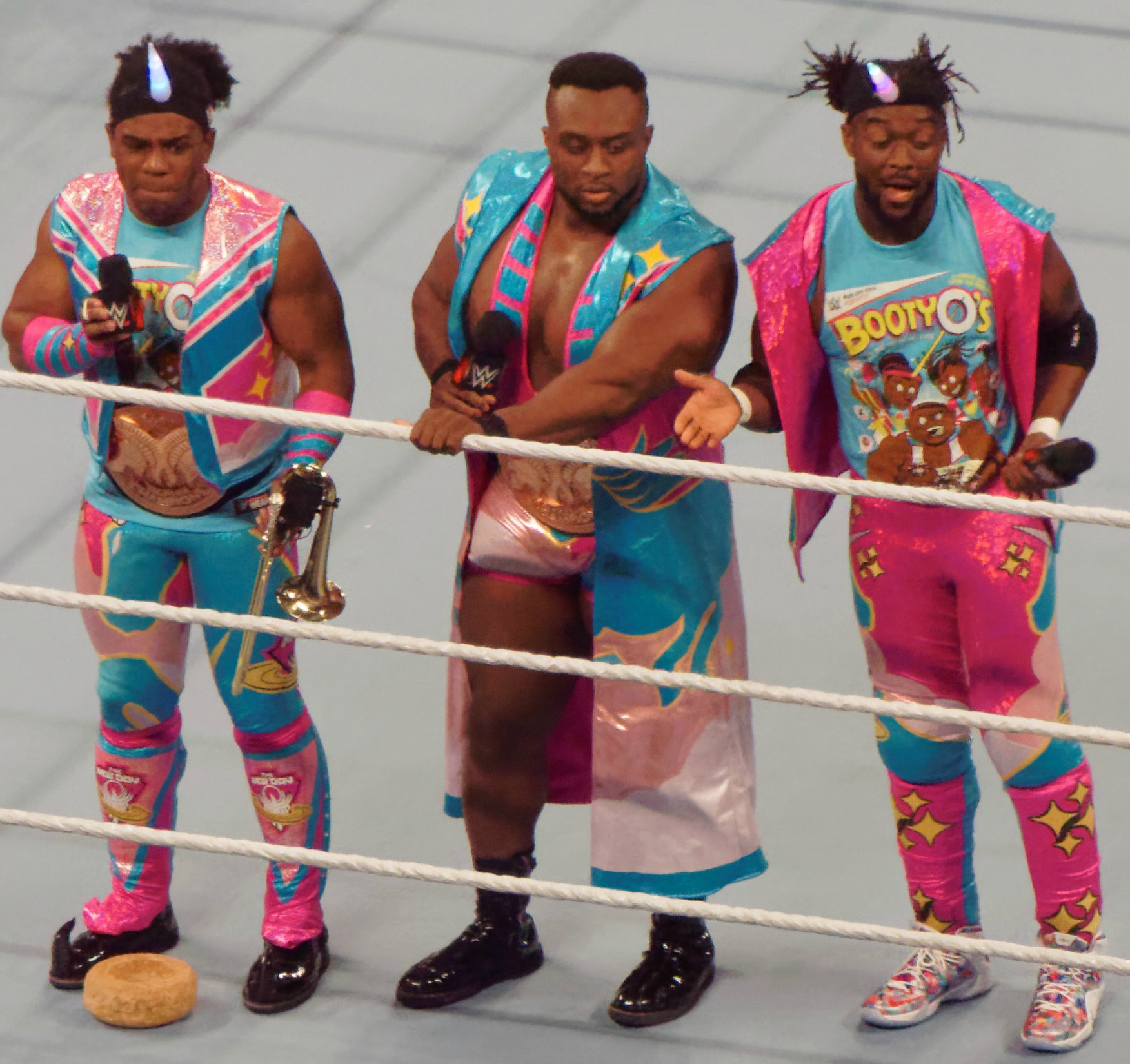
The New Day (Xavier Woods, Big E y Kofi Kingston), poseen el mayor número de días acumulativos como campeones, además del reinado más largo, con 483 días.

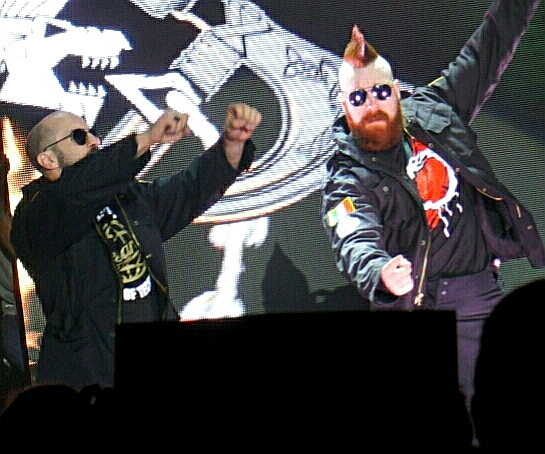
The Bar (Cesaro & Sheamus) es el equipo que más veces ha tenido el título, con 4 reinados.

| + | Indica a los campeones actuales. |

| N.º | Equipo                                                          | Reinados | Días combinados | Reconocidos por WWE |
| --- | --------------------------------------------------------------- | -------- | --------------- | ------------------- |
| 1   | The Usos (Jey Uso & Jimmy Uso)                                  | 3        | 573             | 572                 |
| 2   | The New Day (Big E, Kofi Kingston & Xavier Woods)               | 2        | 532             | 532                 |
| 3   | Paul London & Brian Kendrick                                    | 1        | 331             | 333                 |
| 4   | MNM (Joey Mercury & Johnny Nitro)                               | 3        | 291             | 283                 |
| 5   | The Colóns (Carlito & Primo)                                    | 1        | 280             | 274                 |
| 6   | John Morrison & The Miz                                         | 1        | 250             | 246                 |
| 7   | Team Hell No (Kane & Daniel Bryan)                              | 1        | 245             | 245                 |
| 8   | The Bar (Cesaro & Sheamus)                                      | 4        | 238             | 236                 |
| 9   | The Judgment Day (Finn Bálor & JD McDonagh)                     | 2        | 225+            | 225+                |
| 10  | The Street Profits (Angelo Dawkins & Montez Ford)               | 1        | 224             | 223                 |
| 11  | The War Raiders (Erik & Ivar)                                   | 2        | 222             | 221                 |
| 12  | RK-Bro (Randy Orton & Riddle)                                   | 2        | 216             | 216                 |
| 13  | The Judgment Day (Damian Priest & Finn Bálor)                   | 2        | 208             | 207                 |
| 14  | The World's Greatest Tag Team (Shelton Benjamin & Charlie Haas) | 2        | 180             | 176                 |
| 15  | Gold & Stardust                                                 | 2        | 167             | 166                 |
| 16  | The New Day (Kofi Kingston & Xavier Woods)                      | 3        | 167             | 166                 |
| 17  | Kevin Owens & Sami Zayn                                         | 1        | 154             | 153                 |
| 18  | The Shield (Seth Rollins & Roman Reigns)                        | 1        | 148             | 148                 |
| 19  | Air Boom (Evan Bourne & Kofi Kingston)                          | 1        | 146             | 145                 |
| 19  | The Hart Dynasty (David Hart Smith & Tyson Kidd)                | 1        | 146             | 145                 |
| 21  | The Basham Brothers (Doug & Danny)                              | 2        | 145             | 141                 |
| 22  | Jeri-Show (Chris Jericho & The Big Show)                        | 1        | 140             | 139                 |
| 23  | Kofi Kingston & R-Truth                                         | 1        | 139             | 138                 |
| 24  | Deuce 'N Domino                                                 | 1        | 133             | 132                 |
| 24  | AJ Styles & Omos                                                | 1        | 133             | 132                 |
| 26  | Curt Hawkins & Zack Ryder                                       | 2        | 127             | 131                 |
| 27  | Los Guerreros (Eddie & Chavo)                                   | 2        | 114             | 114                 |
| 28  | Primo & Epico                                                   | 1        | 106             | 106                 |
| 29  | The Revival (Dash Wilder & Scott Dawson)                        | 2        | 104             | 103                 |
| 30  | The Corre (Heath Slater & Justin Gabriel)                       | 3        | 100             | 99                  |
| 31  | The Legion of Doom (Road Warrior Animal & Heidenreich)          | 1        | 93              | 94                  |
| 32  | The Shield (Seth Rollins & Dean Ambrose)                        | 2        | 92              | 92                  |
| 33  | The New Nexus (David Otunga & Michael McGillicutty)             | 1        | 91              | 90                  |
| 33  | Kenzo Suzuki & René Duprée                                      | 1        | 91              | 90                  |
| 35  | The Hurt Business (Shelton Benjamin & Cedric Alexander)         | 1        | 85              | 84                  |
| 36  | The O.C. (Luke Gallows & Karl Anderson)                         | 2        | 84              | 84                  |
| 37  | The Awesome Truth (The Miz & R-Truth)                           | 1        | 79              | 79                  |
| 37  | Matt Hardy & Bray Wyatt                                         | 1        | 79              | 79                  |
| 39  | Montel Vontavious Porter & Matt Hardy                           | 1        | 77              | 76                  |
| 39  | Rikishi & Scotty 2 Hotty                                        | 1        | 77              | 76                  |
| 39  | ShoMiz (The Big Show & The Miz)                                 | 1        | 77              | 76                  |
| 42  | Santino Marella & Vladimir Kozlov                               | 1        | 76              | 75                  |
| 43  | The Prime Time Players (Darren Young & Titus O'Neil)            | 1        | 70              | 69                  |
| 44  | Billy Kidman & Paul London                                      | 1        | 63              | 62                  |
| 44  | Tyson Kidd & Cesaro                                             | 1        | 63              | 63                  |
| 44  | The Hardy Boyz (Matt & Jeff)                                    | 1        | 63              | 63                  |
| 44  | Bobby Roode & Chad Gable                                        | 1        | 63              | 62                  |
| 48  | Eddie Guerrero & Rey Mysterio                                   | 1        | 57              | 56                  |
| 48  | D-Generation X (Triple H & Shawn Michaels)                      | 1        | 57              | 59                  |
| 50  | Charlie Haas & Rico                                             | 1        | 56              | 56                  |
| 50  | Alpha Academy (Chad Gable & Otis)                               | 1        | 56              | 55                  |
| 52  | The B-Team (Bo Dallas & Curtis Axel)                            | 1        | 50              | 50                  |
| 53  | Dolph Ziggler & Drew McIntyre                                   | 1        | 49              | 49                  |
| 54  | Eddie Guerrero & Tajiri                                         | 1        | 44              | 45                  |
| 55  | Seth Rollins & Buddy Murphy                                     | 1        | 42              | 41                  |
| 56  | The Miz & Damien Mizdow                                         | 1        | 36              | 36                  |
| 56  | The New Age Outlaws (Road Dogg & Billy Gunn)                    | 1        | 36              | 36                  |
| 58  | AOP (Akam & Rezar)                                              | 1        | 35              | 34                  |
| 58  | Drew McIntyre & Cody Rhodes                                     | 1        | 35              | 34                  |
| 58  | Rey Mysterio & Rob Van Dam                                      | 1        | 35              | 34                  |
| 61  | The Big Show & Kane                                             | 1        | 34              | 33                  |
| 61  | Seth Rollins & Jason Jordan                                     | 1        | 34              | 30                  |
| 63  | Dolph Ziggler & Robert Roode                                    | 1        | 29              | 29                  |
| 64  | Edge & Chris Jericho                                            | 1        | 28              | 27                  |
| 65  | Seth Rollins & Braun Strowman                                   | 1        | 27              | 26                  |
| 66  | The Dudley Boyz (Bubba Ray Dudley & D-Von Dudley)               | 1        | 21              | 20                  |
| 67  | Kurt Angle & Chris Benoit                                       | 1        | 16              | 17                  |
| 68  | Batista & Rey Mysterio                                          | 1        | 14              | 13                  |
| 69  | Edge & Rey Mysterio                                             | 1        | 12              | 9                   |
| 70  | Cody Rhodes & Jey Uso                                           | 1        | 9               | 9                   |
| 71  | The Nexus (John Cena & David Otunga)                            | 1        | 1               | 0                   |
| 71  | Braun Strowman & Nicholas                                       | 1        | 1               | 0                   |
| 73  | John Cena & The Miz                                             | 1        | 0               | 0                   |

#### Por luchador

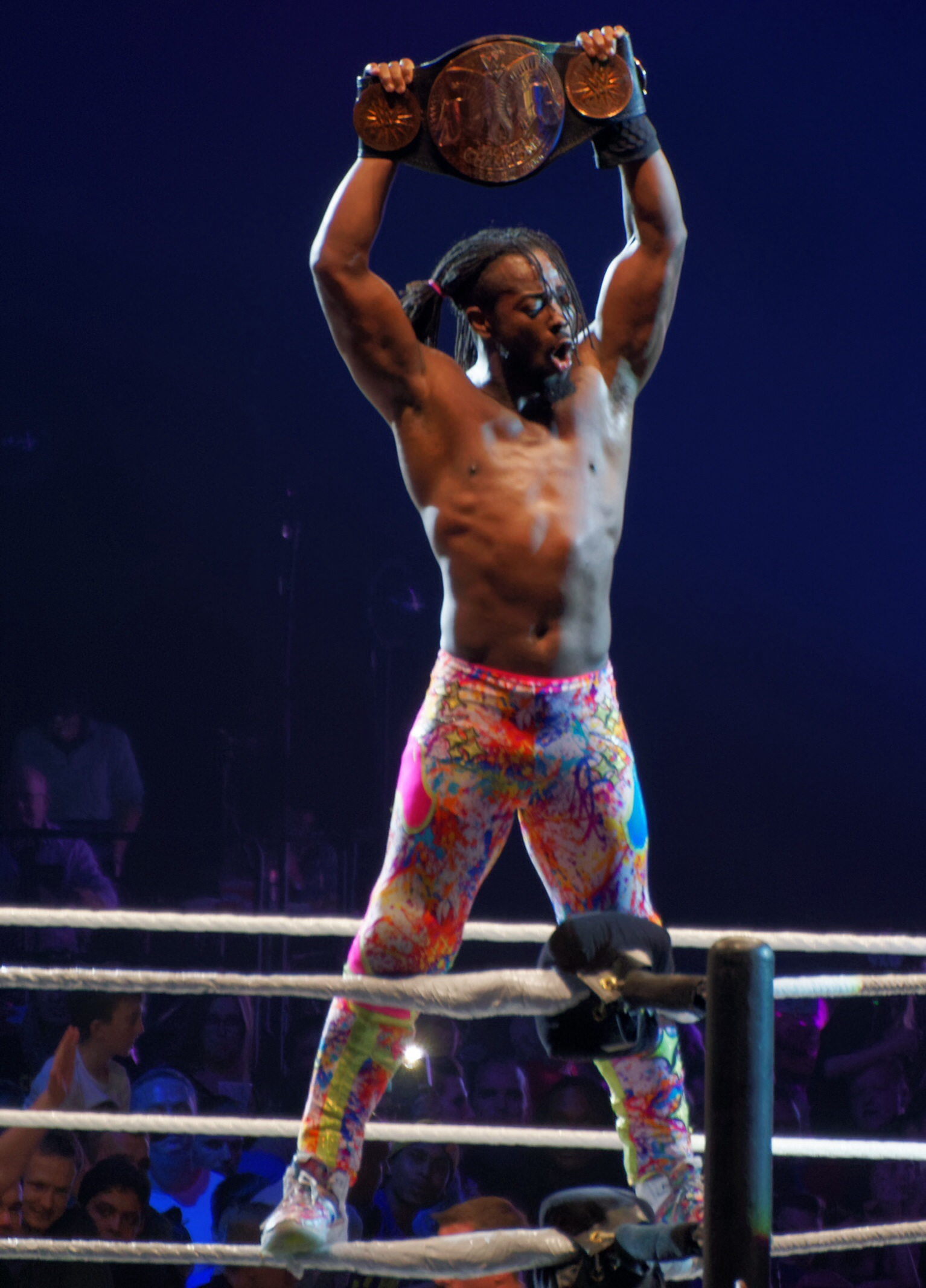
Kofi Kingston posee el récord de días acumulativos como campeón, con días.

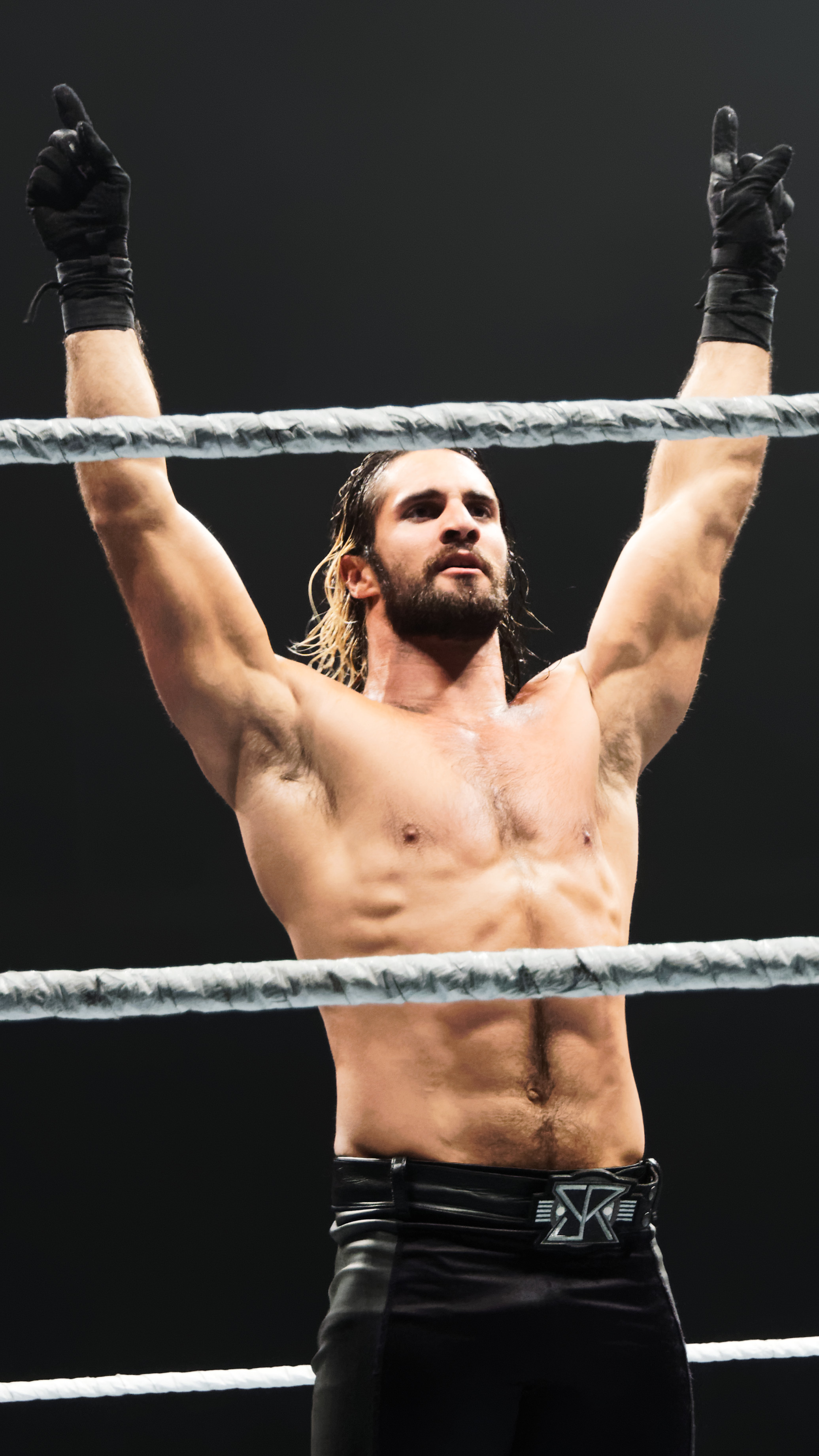
El récord 6 veces campeón, Seth Rollins, ha tenido el título con 5 compañeros diferentes.

| + | Indica a los campeones actuales. |

| N.º | Luchador                 | Reinados | Días combinados | Reconocidos por WWE |
| --- | ------------------------ | -------- | --------------- | ------------------- |
| 1   | Kofi Kingston            | 7        | 984             | 981                 |
| 2   | Xavier Woods             | 5        | 699             | 698                 |
| 3   | Jey Uso                  | 4        | 582             | 581                 |
| 4   | Jimmy Uso                | 3        | 573             | 572                 |
| 5   | John Morrison            | 4        | 541             | 529                 |
| 6   | Big E                    | 2        | 532             | 532                 |
| 7   | The Miz                  | 5        | 442             | 437                 |
| 8   | Finn Bálor               | 4        | 433+            | 432+                |
| 9   | Paul London              | 2        | 394             | 395                 |
| 10  | Primo                    | 2        | 386             | 382                 |
| 11  | Seth Rollins             | 6        | 345             | 340                 |
| 12  | Brian Kendrick           | 1        | 331             | 333                 |
| 13  | Cesaro                   | 5        | 301             | 298                 |
| 14  | Joey Mercury             | 3        | 291             | 283                 |
| 15  | Carlito                  | 1        | 280             | 274                 |
| 16  | Kane                     | 2        | 279             | 275                 |
| 17  | Shelton Benjamin         | 3        | 265             | 260                 |
| 18  | The Big Show             | 3        | 251             | 245                 |
| 19  | Daniel Bryan             | 1        | 245             | 245                 |
| 20  | Sheamus                  | 4        | 238             | 236                 |
| 21  | Charlie Haas             | 3        | 236             | 231                 |
| 22  | JD McDonagh              | 2        | 225+            | 225+                |
| 23  | Angelo Dawkins           | 1        | 224             | 223                 |
| 23  | Montez Ford              | 1        | 224             | 223                 |
| 25  | Erik                     | 2        | 222             | 221                 |
| 25  | Ivar                     | 2        | 222             | 221                 |
| 27  | Matt Hardy               | 3        | 219             | 219                 |
| 28  | R-Truth                  | 2        | 218             | 217                 |
| 29  | Randy Orton              | 2        | 216             | 216                 |
| 29  | Riddle                   | 2        | 216             | 216                 |
| 31  | Eddie Guerrero           | 4        | 215             | 218                 |
| 32  | Cody Rhodes              | 4        | 211             | 210                 |
| 33  | Tyson Kidd               | 2        | 209             | 207                 |
| 34  | Damian Priest            | 2        | 208             | 207                 |
| 35  | Chris Jericho            | 2        | 168             | 167                 |
| 36  | Goldust                  | 2        | 167             | 166                 |
| 37  | Kevin Owens              | 1        | 154             | 153                 |
| 37  | Sami Zayn                | 1        | 154             | 153                 |
| 39  | Roman Reigns             | 1        | 148             | 148                 |
| 40  | David Hart Smith         | 1        | 146             | 145                 |
| 40  | Evan Bourne              | 1        | 146             | 145                 |
| 42  | Danny Basham             | 2        | 145             | 141                 |
| 42  | Doug Basham              | 2        | 145             | 141                 |
| 44  | Curtis Axel              | 2        | 141             | 140                 |
| 45  | Deuce                    | 1        | 133             | 132                 |
| 45  | Domino                   | 1        | 133             | 133                 |
| 45  | AJ Styles                | 1        | 133             | 133                 |
| 45  | Omos                     | 1        | 133             | 132                 |
| 49  | Curt Hawkins             | 2        | 127             | 131                 |
| 49  | Zack Ryder               | 2        | 127             | 131                 |
| 51  | Chad Gable               | 2        | 119             | 119                 |
| 52  | Rey Mysterio             | 4        | 118             | 115                 |
| 53  | Chavo Guerrero           | 2        | 114             | 114                 |
| 54  | Epico                    | 1        | 106             | 106                 |
| 55  | Dash Wilder              | 2        | 104             | 103                 |
| 55  | Scott Dawson             | 2        | 104             | 103                 |
| 57  | Heath Slater             | 3        | 100             | 99                  |
| 57  | Justin Gabriel           | 3        | 100             | 99                  |
| 59  | Road Warrior Animal      | 1        | 93              | 94                  |
| 59  | Heidenreich              | 1        | 93              | 94                  |
| 61  | Robert Roode             | 2        | 92              | 92                  |
| 61  | David Otunga             | 2        | 92              | 92                  |
| 61  | Dean Ambrose             | 2        | 92              | 92                  |
| 64  | Kenzo Suzuki             | 1        | 91              | 90                  |
| 64  | René Duprée              | 1        | 91              | 90                  |
| 66  | Cedric Alexander         | 1        | 85              | 84                  |
| 67  | Luke Gallows             | 2        | 84              | 84                  |
| 67  | Karl Anderson            | 2        | 84              | 84                  |
| 67  | Drew McIntyre            | 2        | 84              | 83                  |
| 70  | Bray Wyatt               | 1        | 79              | 79                  |
| 71  | Dolph Ziggler            | 2        | 78              | 78                  |
| 72  | Montel Vontavious Porter | 1        | 77              | 77                  |
| 72  | Rikishi                  | 1        | 77              | 76                  |
| 72  | Scotty 2 Hotty           | 1        | 77              | 76                  |
| 75  | Santino Marella          | 1        | 76              | 76                  |
| 75  | Vladimir Kozlov          | 1        | 76              | 76                  |
| 77  | Darren Young             | 1        | 70              | 69                  |
| 77  | Titus O'Neil             | 1        | 70              | 69                  |
| 79  | Billy Kidman             | 1        | 63              | 62                  |
| 79  | Jeff Hardy               | 1        | 63              | 63                  |
| 81  | Shawn Michaels           | 1        | 57              | 56                  |
| 81  | Triple H                 | 1        | 57              | 56                  |
| 83  | Rico                     | 1        | 56              | 55                  |
| 83  | Otis                     | 1        | 56              | 56                  |
| 85  | Bo Dallas                | 1        | 50              | 50                  |
| 86  | Tajiri                   | 1        | 44              | 45                  |
| 87  | Murphy                   | 1        | 42              | 41                  |
| 88  | Edge                     | 2        | 40              | 36                  |
| 89  | Billy Gunn               | 1        | 36              | 36                  |
| 89  | Road Dogg                | 1        | 36              | 36                  |
| 89  | Damien Mizdow            | 1        | 36              | 36                  |
| 92  | Akam                     | 1        | 35              | 34                  |
| 92  | Rezar                    | 1        | 35              | 34                  |
| 92  | Rob Van Dam              | 1        | 35              | 34                  |
| 95  | Jason Jordan             | 1        | 34              | 33                  |
| 96  | Braun Strowman           | 2        | 28              | 26                  |
| 97  | Bubba Ray Dudley         | 1        | 21              | 20                  |
| 97  | D-Von Dudley             | 1        | 21              | 20                  |
| 99  | Chris Benoit             | 1        | 16              | 17                  |
| 99  | Kurt Angle               | 1        | 16              | 17                  |
| 101 | Batista                  | 1        | 14              | 13                  |
| 102 | John Cena                | 2        | 1               | 0                   |
| 102 | Nicholas                 | 1        | 1               | 0                   |

### Mayor cantidad de reinados

#### Por equipos
| Reinados | Equipo |
| -------- | --- |
| 5 veces  | The New Day |
| 4 veces  | The Bar, The Judgment Day |
| 3 veces  | MNM, The Corre, The Shield, The Usos |
| 2 veces  | The World's Greatest Tag Team, Los Guerreros, The Basham Brothers, Cody Rhodes & Goldust/Gold & Stardust, Curt Hawkins & Zack Ryder, The Revival, The O.C., RK-Bro, The Viking Raiders/The War Raiders |

#### Por luchador
| Reinados | Luchador (es) |
| -------- | --- |
| 7 veces  | Kofi Kingston |
| 6 veces  | Seth Rollins |
| 5 veces  | Cesaro, The Miz, Xavier Woods |
| 4 veces  | Eddie Guerrero, Rey Mysterio, Johnny Nitro/John Morrison, Sheamus, Cody Rhodes/Stardust, Jey Uso, Finn Bálor |
| 3 veces  | Charlie Haas, Joey Mercury, Heath Slater, Justin Gabriel, The Big Show, Matt Hardy, Shelton Benjamin, Jimmy Uso |
| 2 veces  | Chavo Guerrero, Danny Basham, Doug Basham, Paul London, Edge, Chris Jericho, John Cena, David Otunga, Primo, Kane, Goldust/Gold, Tyson Kidd, Big E, Michael McGillicutty/Curtis Axel, Drew McIntyre, Dean Ambrose, Curt Hawkins, Zack Ryder, Dash Wilder, Scott Dawson, Luke Gallows, Karl Anderson, Braun Strowman, Dolph Ziggler, Bobby Roode/Robert Roode, Chad Gable, Randy Orton, Riddle, Damian Priest, R-Truth, Erik, Ivar, JD McDonagh |